# Королівський театр Данії
Королівський театр (дан. Det Kongelige Teater), а за межами Данії — Королівський театр Данії (англ. Royal Danish Theatre) — перший національний театр Данії, заснований у XVIII столітті; найбільший в країні. З 1848 року в будівлі театру було відкрито організацію під керівництвом данського міністерства культури, що займалась забезпеченням і контролем над постановками вистав, що також має назву Данського королівського театру.

## Попередники
У березні 1720 року за підтримки французького інженера й виноторговця Етьєна Капіона (дан. Etienne Capion) у Копенгагені відкрився Дім Театру (дан. Gjethus, Tjærehuset). Однак, через те що постановки були в основному французькою та німецькою, король Данії Фредерік IV заборонив таку діяльність. Тоді Капіон домовився з французьким актором і театральним постановником Рене Монтегю (дан. Rene Magnon de Montaigu) про створення сцени (таким чином, театр первинно був приватною антрепризою), де могли б грати данською.
Відкриття Данської сцени (дан. Lille Grønnegade, а згодом — Ny Adelgade) відбулось 23 вересня 1722, а першою постановкою була перекладена комедія Мольєра «Скупий або Школа брехні». У період з 1722 до 1728 року в житті театру значну роль відіграв Людвіг Гольберг, який брав участь у наборі трупи (що складалась в основному з його учнів), займався постановками, а його комедії склали основу репертуару театру. Невдовзі після «Скупого» на Данській сцені відбулась прем'єра комедії Гольберга «Олов'янщик-політикан» (дан. Den politiske Kandestöber, іноді також — «Бляхар-політикан»)
Комедії Гольберга, що висміювали дворянство й бюргерство природно спричинили жорстоку травлю з боку урядових кіл. 1727 Капіон збанкрутів (за іншими даними, він уже 1725 потрапив за борги до в'язниці), і 1728 року театр було закрито за наказом короля. Після пожежі в Коппенгагені 1728 будівля театру не збереглась, а з приходом до влади 1730 Кристіана VI, відновлення багатьох будівель було обмежено. Тим більше Кристіан VI, будучи палким пієтистом, був противником масових розваг. Відомо, що театр було підпільно відновлено у квартирах.
З коронації Фредеріка V театр зміг вийти з підпілля, що дозволило знову зібрати стару команду Капіона й Гольберга. Відновлення почалось з 1747 року, й виставами і постановками у різних місцях.

## Створення

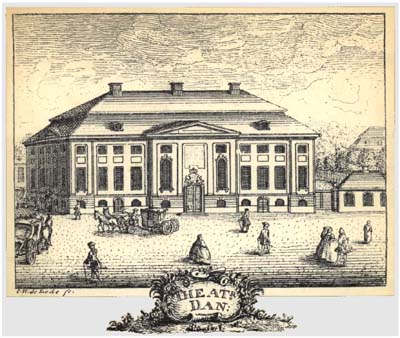
Будівля театру архітектора Ейгтведа, 1748

11 листопада 1747 року Фредерік V видав указ про будівництво в Копенгагені театру на Королівському майдані. Архітектором став Ніколай Ейгтвед (дан. Nikolai Eigtved), що мав із 1735 року звання містобудівника. Причому Ейгтвед завершив будівництво у рекордні строки: перший камінь до фундаменту було закладено 4 липня 1748, а відкриття відбулось уже 18 грудня того ж року. Кошти на будівництво й фінансування Королівської данської сцени, як охрестили театр, відбувалось за рахунок магістрату.
Після 1769–1770 років, а саме кризи в Данії, фінансування театру було обмежено. В результаті чого Кристіан VII, який любив театр, вирішив надати підтримку на своєму рівні. І 1 листопада 1772 року театр, що перейшов під егіду королівської родини, став Королівським' вже у буквальному сенсі. Були найняті посадові особи, підпорядковані безпосередньо королю, що займались розподілом коштів, і театр перейшов у відомство Міністерства двору.

## Оновлення

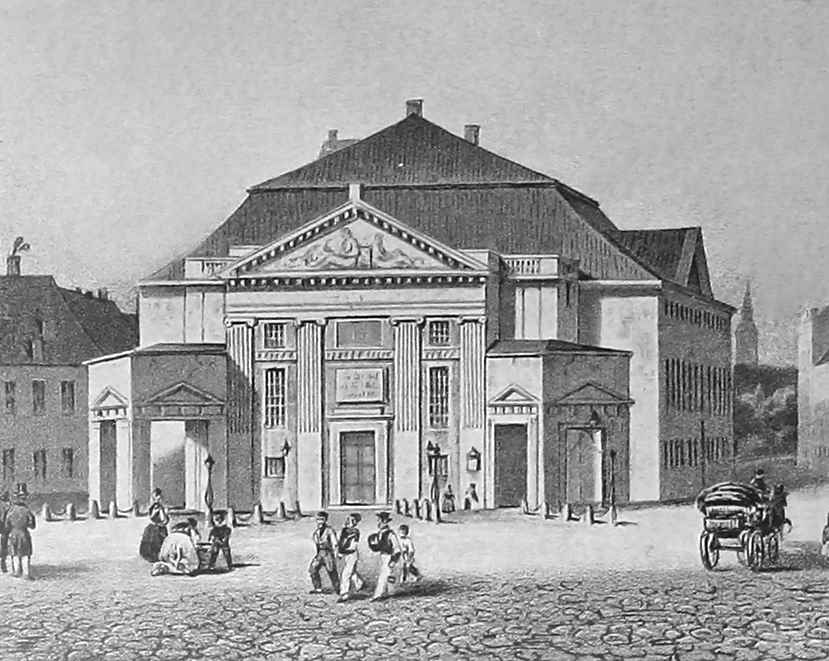
Будівля театру між 1837 та 1855 роками

Оригінальний театр міг прийняти до 600 глядачів, і невдовзі виявився занадто малим, щоб умістити всіх бажаючих. 1749 року була проведена внутрішня модернізація, що дозволила звільнити місце для оперних декорацій та збільшити число глядацьких місць. Нестача місць та аварійність будівлі, спричинена підвищеною вологістю землі, призвели до того, що 1772 було прийнято рішення про відновлення театру.
Архітектором став Каспар Гарсдорф (дан. Caspar Frederik Harsdorff). Будівля нового театру стала вищою, було розширено вхід. І хоч театр відчинився (26 березня 1773 в театрі відбулась прем'єра сатиричної п'єси Йогана Весселя «Кохання без панчіх» (дан. Kierlighed uden Strømper), 1772), однак будівництво не було завершено, ремонтні роботи тривали до 1792 року.
Наступного перетворення театр зазнав 1837, коли було вивезено бічні стіни, за рахунок чого було збільшено глядацьку залу. 1855 року було демонтовано сцену та замінено на більшу. 1857 року простір сцени було збільшено знову, щоб звільнити місце для нових декорацій і лаштунків. Займався цим архітектор Нільс Небелонг (дан. Niels Sigfred Nebelong).

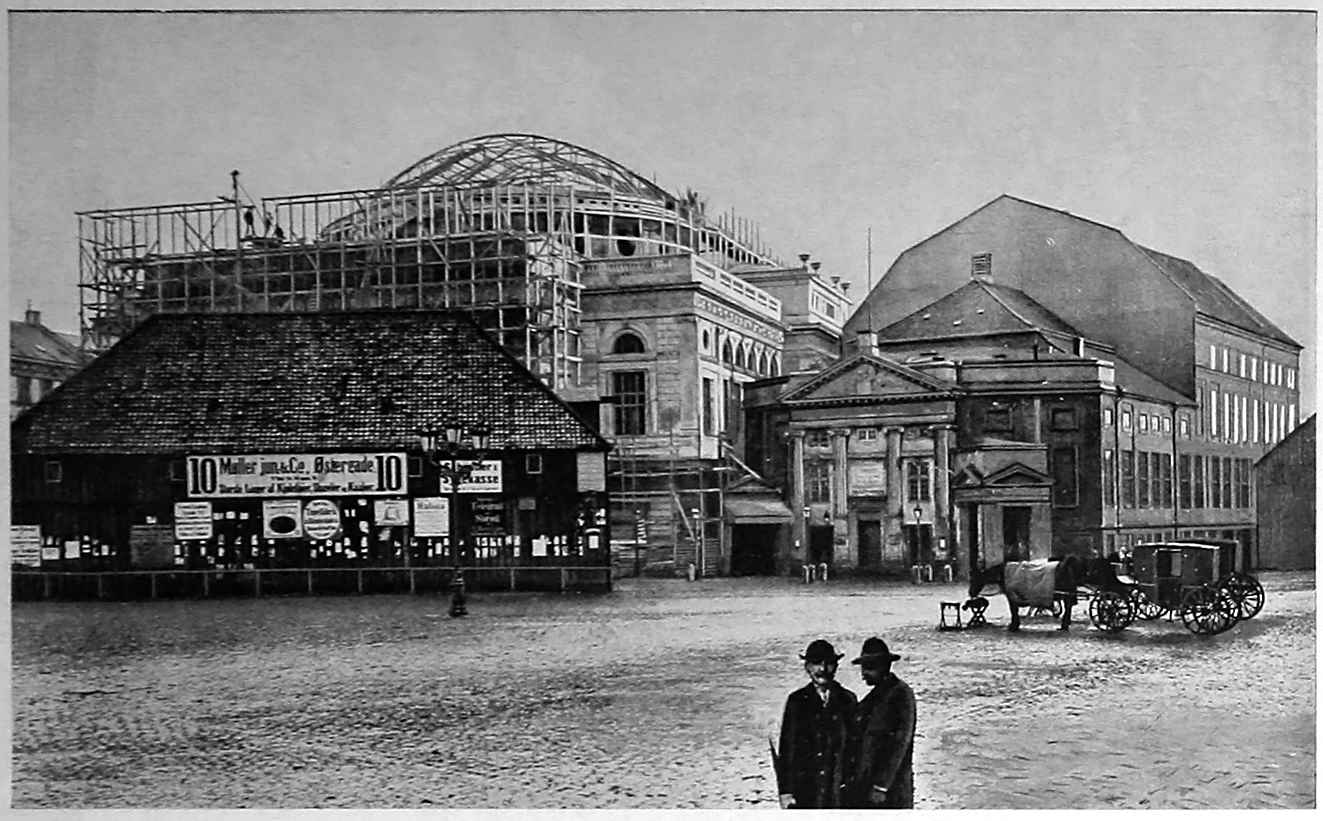
Будівництво нової споруди театру (ліворуч), 1873.

Зрештою, постійні перебудови призвели до того, що будівля мало того, що неприємно виглядала й багато з функцій не були практичними, та ще й прийшла в аварійний стан. При цьому звалища будівельного сміття й вологість призвели до розмноження щурів. Розмови про нову будівлю театру велись іще з 1857 року, проте комісія з цього питання була скликана лише 1867 (так сталось, що поряд саме було знесено житловий будинок, й у комісії не було проблем з вибором нового місця для театру). 1871 було оголошено конкурс.
Перший камінь до фундаменту нової будівлі було закладено 18 жовтня 1872, а урочисте відкриття відбулось лише 15 жовтня 1874. Затримка була спричинена перевитратою бюджетних коштів, що призвело до імпічменту кількох міністрів. Тільки 1883 року нову будівлю театру було прикрашено ззовні, завдяки фінансуванню фонду Карлсберга. Нова будівля є лише одну сцену, розрахована на 1600 місць та має спеціальну ложу для монарха.

## Підрозділи та інші сцени
Наприкінці XVIII століття на базі Королівського театру утворились три самостійні трупи: драматична, балетна й оперна. До того у Королівському театрі ставились тільки драматичні вистави.
1857 року при театрі почало працювати хореографічне училище, а з 1886 — драматична школа. З 1909 при театрі відкрились оперні класи. 1931 в сусідній будівлі була збудована ще одна сцена — Нова сцена (дан. Nye scene, Stærekassen), таким чином Королівський театр мав уже два сценічних майданчики (на одному з яких ставились драматичні вистави, а на другому — опера та балет), що дозволило розділити простір між драмою та музичним театром.

### Оперний театр Копенгагена

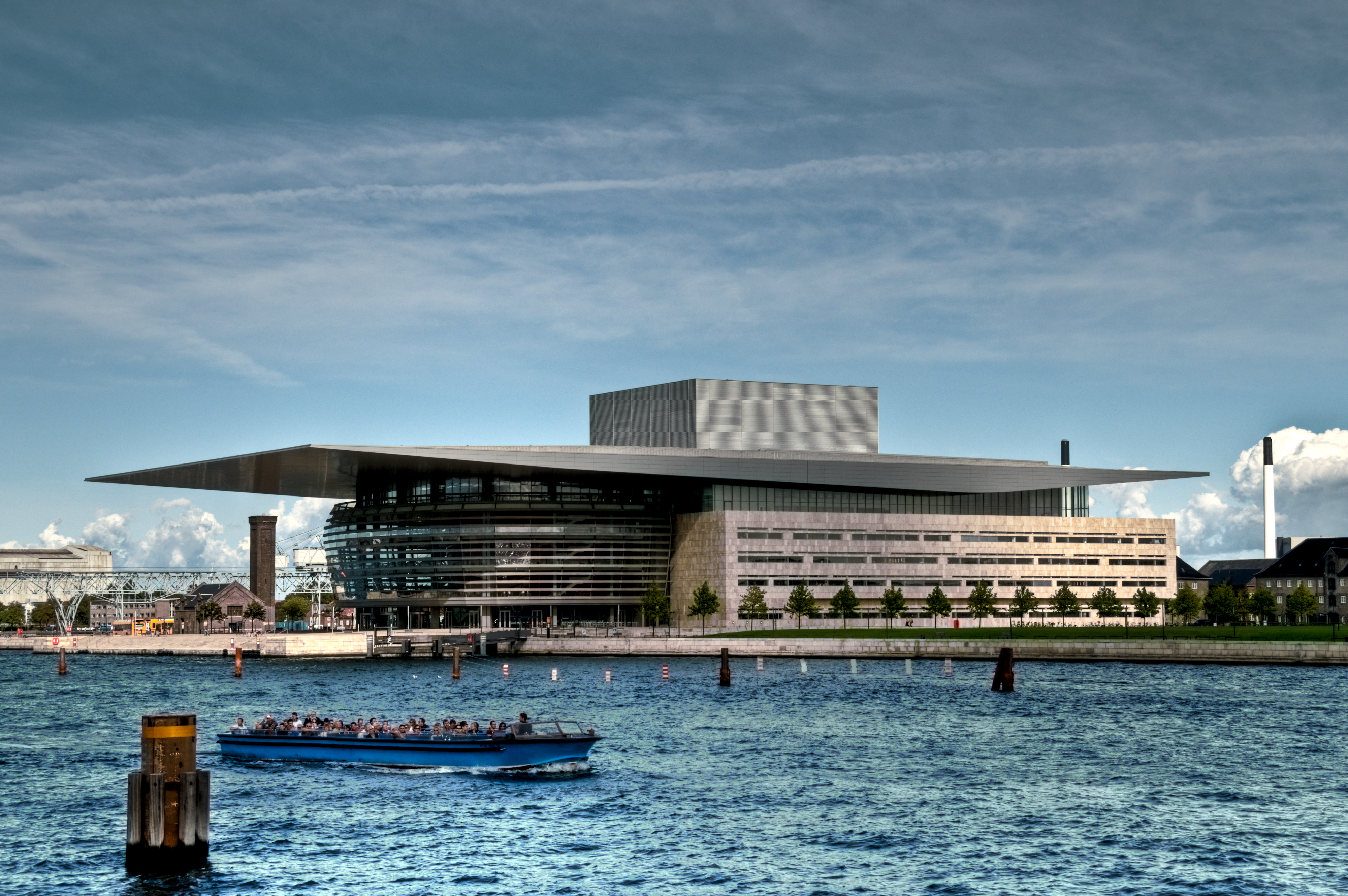
Будівля Оперного театру, 2008

2001 року на острові в центрі Копенгагена, навпроти палацу Амалієнборг і Мармурової церкви, почалось будівництво нового оперного театру. Загальна вартість будівництва склала понад 500 мільйонів доларів США. Урочисто відкритий 15 січня 2005 року, оперний театр був переданий до відомства Королівського театру Данії.
Оперний театр має дві сцени, чотирнадцять поверхів (5 з яких під землею). Велика зала може вмістити від 1492 до 1703 глядачів (залежно від розмірів оркестрової ями, в якій розміщуються до 110 музикантів). Друга глядацька зала — Таккеллофтет (дан. Takkelloftet) вміщує до 180 глядачів. У фоє будівлі Оперного театру розміщено кав'ярню та ресторан.

### Театральний дім

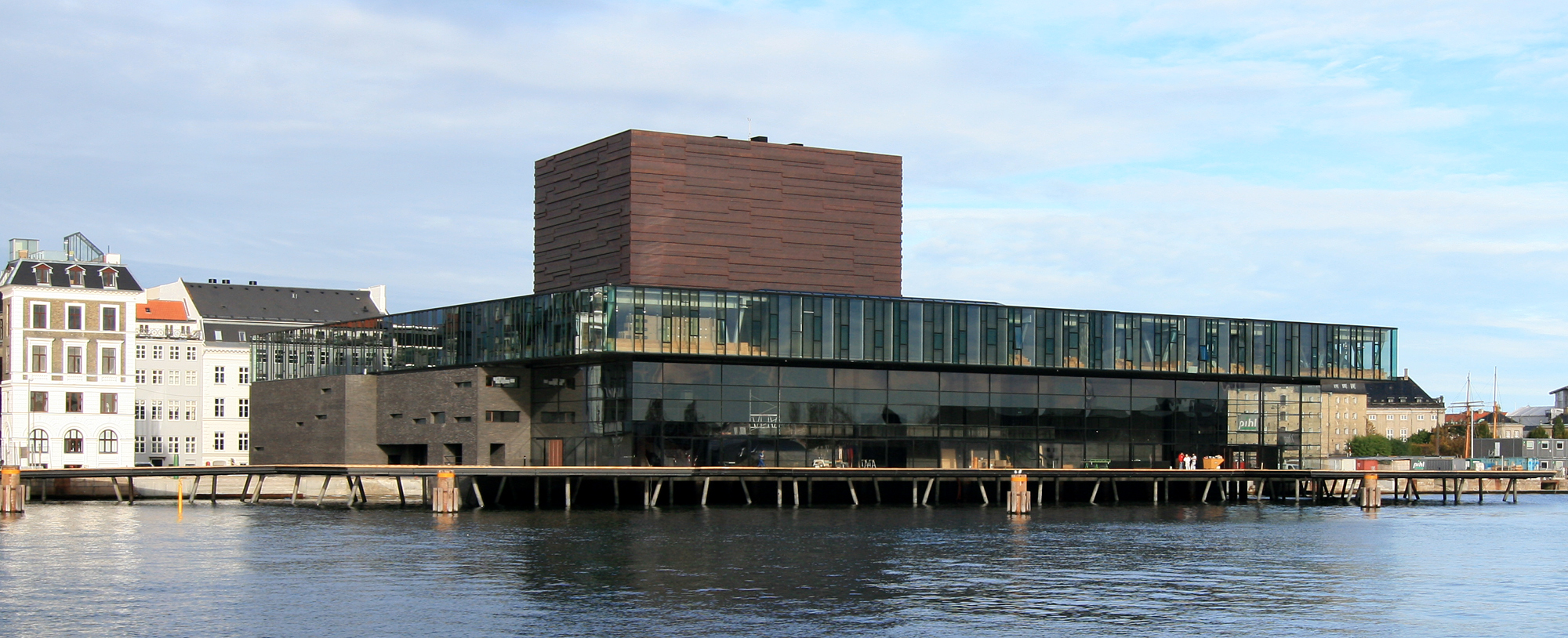
Будівля Театрального дому, 2007

2008 завершилось будівництво ще одного майданчика для Королівського театру. Обговорення будівництва почалось іще 1880 року, коли вже тоді діючий театр не відповідав новим тенденціям драматичного мистецтва. Будівництво взяла на себе заснована 1983 року компанія «Лунгард і Транберг» (дан. Lundgaard & Tranberg).
Так само, як і збудований 2005 року Оперний театр, Театральний дім (дан. Skuespilhuset, англ. Royal Danish Playhouse) розташований у гавані Копенгагена, саме навпроти Оперного театру, поряд із палацом Амалієнборг і портовим кварталом Ніхавн. Театральний дім є комплексом будівель зі скла та мармуру неподалік від води: близько 40% будівлі розташовано безпосередньо над водою.

## Сучасність
Нині Королівський театр Данії має фінансові проблеми. Це зумовлено тим, що стара публіка йде, а нова не з'являється, хоч театр відбудував нову залу й оперу. Популярність втратили всі три види мистецтва: 2009 загальна кількість реалізованих квитків склала 542 тисяч (2008 — близько 667 тисяч). Прибуток 2009 року склав близько 3,5 мільйонів крон. Театру вдалось збільшити спонсорську підтримку на 82%.